# Mieke Kerckhof
Mieke Kerckhof (Kortrijk, 1962) is de algemene overste van de rooms-katholieke congregatie Zusters van de Bermhertigheid Jesu en voorzitter van de vzw Gezondheidszorg Bermhertigheid Jesu.

## Biografie
Mieke Kerckhof groeide op in een doorsnee katholiek gezin in Kortrijk. Na haar middelbaar onderwijs studeerde ze Godsdienstwetenschappen aan de Katholieke Universiteit Leuven. Ze volgde tevens een aggregaatsopleiding waardoor ze na haar afstuderen halftijds aan de slag kon als pastoraal werker in het Psychiatrisch Ziekenhuis Heilig Hart te Ieper en halftijds als godsdienstlerares in een technische school. Het religieuze leven trok haar steeds meer aan, wat nog versterkt werd door een bezinningsweekend in de abdij van Soleilmont. Op haar 27 jaar trad ze in als postulante in het moederklooster van de congregatie van de Zusters van de Bermhertigheid Jesu te Brugge. Na 9 maanden als postulante en 2 jaar als novice te hebben doorgebracht, legde ze de tijdelijke geloften af voor drie jaar. Tijdens haar novicenperiode volgde ze onder meer een cursus ethiek aan het Grootseminarie van Brugge. Op vraag van de congregatie vatte ze in 1992 de masterstudies Ziekenhuiswetenschappen aan in Leuven, waar ze in 1995 afstudeerde. In 1996 legde ze dan haar eeuwige geloften af. Ze vervulde dan verschillende functies binnen de organisaties van de congregatie, onder meer als pastoraal werkster en ethicus. In 2000-2001 volgde ze nog de manama "European Master in the Bio-ethics".
In 2007 stelde de congregatie haar aan als voorzitster van de raad van bestuur van de vzw Gezondheidszorg Bermhertigheid Jesu. Omdat deze functie onverenigbaar was met een job als basismedewerker in een aangesloten organisatie, moest ze haar ander werk stopzetten. In januari 2009 ging ze echter halftijds aan de slag als pastoraal werkster in het Jan Yperman Ziekenhuis te Ieper. Deze functie kon wel gecombineerd worden met het voorzitterschap van de vzw. Zeven voorzieningen maken deel uit van deze vzw: het Psychiatrisch Ziekenhuis Onze-Lieve-Vrouw te Brugge, het Psychiatrisch Ziekenhuis Heilig Hart te Ieper, het Psychotherapeutisch Centrum Rustenburg te Brugge, het Psychiatrisch Verzorgingstehuis Sint-Augustinus te Brugge, het psychiatrisch verzorgingstehuis "Het Tempelhof" te Ieper, het Centrum voor Psychische Revalidatie Inghelburch te Brugge en het Centrum voor Psychische Revalidatie Hedera te Ieper.
In juli 2012 werd Mieke Kerckhof verkozen tot algemeen overste van de congregatie, in opvolging van Maria Kemel.
In 2016 werd ze door het bisdom Brugge aangesteld als visitator van de diocesane congregaties van vrouwelijke religieuzen van het bisdom.

## Publicatie
In 2017 is zij coauteur en coredacteur van het boek De onverschilligheid voorbij over de zeven werken van barmhartigheid in de hedendaagse tijd.